# Åkerbo härad, Öland
Åkerbo härad var ett härad på Öland i Kalmar län. Häradet var beläget på öns norra del i den nordligaste delen av nuvarande Borgholms kommun. Åkerbo härad omfattade ursprungligen Böda, Högby, Källa och Persnäs socknar. I samband med att Förbo härad upplöstes på 1690-talet kom även Föra socken att överföras till Åkerbo härad. Tingsplats var före 1745 Borgholm, därefter till 1917 Lundegård. Från 1917 till 1945 Rosenfors och därefter till 1982 Borgholm.

## Geografi
Häradet sträckte sig från Föra kyrka i söder till Långe Erik på Ölands norra udde norr om Byxelkrok i norr. Åkerbo gränsade till Slättbo härad i sydväst och Runstens härad i sydost.
Häradets areal uppgick till 309 km², varav land 305 och hade 1930 5 836 invånare.

## Socknar
Åkerbo härad omfattade fem socknar.
I Borgholms kommun
- Böda
- Föra
- Högby
- Källa
- Persnäs

## Län, fögderier, tingslag, domsagor och tingsrätter
Häradet hörde till Kalmar län. Församlingarna tillhör(de) från 1604 till 1915 till Kalmar stift, innan dess till Linköpings stift och därefter till Växjö stift.
Häradets socknar hörde till följande fögderier:
- 1720-1917 Ölands norra mots fögderi
- 1918-1966 Ölands fögderi
- 1967-1990 Borgholms fögderi

Häradets socknar tillhörde följande tingslag, domsagor och tingsrätter:
- 1680-1942 Ölands norra mots tingslag i Ölands domsaga
- 1943-1968 Ölands domsagas tingslag i Ölands domsaga
- 1969-1970 Möre och Ölands domsagas tingslag i Möre och Ölands domsaga

- 1971-1982 Möre och Ölands tingsrätt och domsaga
- 1983- Kalmar tingsrätt och domsaga

## Häradshövdingar
| Ämbetstid | Namn                                   | Levnadstid |
| --------- | -------------------------------------- | ---------- |
| 1532–1542 | Jöns Nilsson Slatte                    |            |
| 1545–1559 | Per Olsson                             |            |
| 1560      | Lars Jönsson                           |            |
| 1561–1562 | Lars Lukasson (halv hjort)             |            |
| 1563–1565 | Johan Siggesson (Svartingstorps-ätten) |            |
| 1579      | Seved Ribbing                          |            |
| 1582      | Alf Eriksson Ikorn                     |            |

För häradshövdingar efter 1680 se respektive domsaga